# Thomas Brown (Politiker)
Thomas Brown (* 1811; † Dezember 1881) war ein britischer Kaufmann und Politiker.

## Leben
Brown, der wichtigste britische Kaufmann in Gambia im 19. Jahrhundert, kam 1829 nach Bathurst, um als Angestellter für die britische Firma Forster and Smith zu arbeiten und diese Tätigkeit zunächst mit einer Anstellung im Regierungsdienst zu verbinden. In den frühen 1840er Jahren arbeitete er als Vertreter von Thomas Hutton, bevor er 1843 seine eigene Firma, Thomas Brown and Company, gründete. Er wurde 1843 zum High Sheriff und 1845 zum Friedensrichter ernannt. 1850 wurde Brown als inoffizielles Mitglied in den Legislativrat berufen, aber dieses Amt wurde 1855 hinfällig, als er sich nach England zurückzog.
1859 kehrte er jedoch zurück, und schon bald machten seine Vertreter den französischen Firmen die Vorherrschaft am unteren Gambia-Fluss streitig. 1861 wurde Brown erneut in den Legislativrat berufen und wurde auch von Amts wegen Mitglied des Exekutivrats, nachdem er aufgrund des Mangels an Europäern für die Besetzung offizieller Ämter zum stellvertretenden Anwalt der Königin (Queen’s Advocate, heute: Attorney General) ernannt worden war (sein Amt wurde mit der Abschaffung des Exekutivrats im Jahr 1866 hinfällig). Infolgedessen übte er erheblichen Einfluss auf die Regierungspolitik unter Gouverneur G. A. K. D’Arcy aus. Im Jahr 1870 gab die britische Regierung ihre Absicht bekannt, Gambia an Frankreich abzutreten. Brown, der nun das einzige inoffizielle Mitglied des Legislativrates war, sprach sich sowohl innerhalb als auch außerhalb des Rates gegen die Abtretung aus und überzeugte auch die Handelskammer in Manchester davon, dies ebenfalls zu tun. Im Mai 1871 gründete er sogar die erste gambische Zeitung, die Bathurst Times, um sich gegen die Abtretung auszusprechen, was sich jedoch als kurzlebige Erscheinung erwies. Brown war auch einer der Hauptgegner des zweiten Versuchs der Abtretung Gambias in den Jahren 1875–1876. Er schrieb lange polemische Briefe, unterzeichnete Memorials und setzte sich persönlich beim Kolonialamt gegen den Tausch ein, weil er überzeugt war, dass britische und afrikanische Unternehmen keine angemessene Entschädigung erhalten und von den Franzosen aus dem Geschäft gedrängt werden würden.
Bis 1875 war Brown der einzige verbliebene britische Kaufmann in Bathurst. Allerdings gehörte er nicht mehr dem Legislativrat an; im Mai 1874 war er im Zuge eines Abtreibungsskandals (Fall Anna Evans) zum Rücktritt gezwungen worden. Er gehörte dem Rat nicht mehr an, außer kurzzeitig im Jahr 1879, als er als Oberrichter fungierte. Er starb im Dezember 1881 im Alter von 70 Jahren. Nach seinem Tod scheint seine Firma ihre Tätigkeit eingestellt zu haben.